# Van der Linden (geslacht)

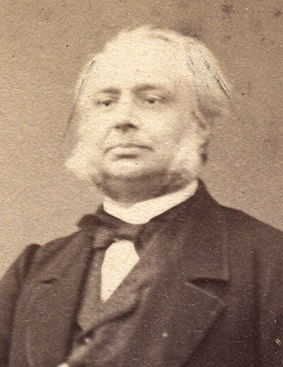
Gijsbertus Martinus van der Linden (1812-1888), Tweede Kamerlid

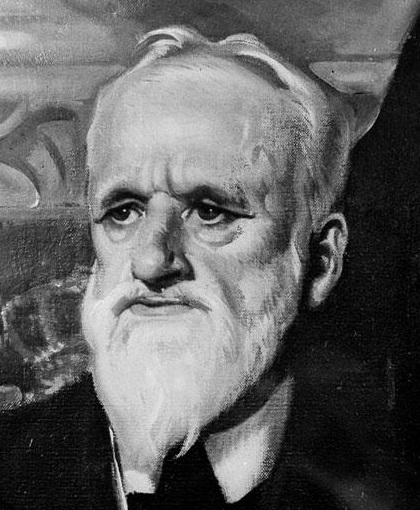
Mr. Pieter Willem Adriaan Cort van der Linden (1846-1935), minister-president

Van der Linden (ook: Cort van der Linden en: Dronsberg van der Linden) is een Nederlands geslacht dat uit Dordrecht stamt.

## Geschiedenis
Als stamvader geldt Adriaen van der Linden die omstreeks 1575 is geboren. Zijn nakomelingen waren aanvankelijk timmerlieden en daarna houtkopers. Zijn kleinzoon Johannes werd te Dordrecht gedoopt in juni 1625 en overleed er in 1686. Nazaat Adrianus van der Linden (1779-1868) trouwde in 1806 met Petronella Wilhelmina Heyligers (1783-1856), dochter van Anna Euphemia Cort. De kinderen van hun zoon Gijsbertus Martinus van der Linden gingen de naam Cort van der Linden voeren en diens zoon en kleinzoon werden net als hij liberale politici. Leden van het geslacht bleven tot in de 20e eeuw in Dordrecht wonen vermengden zich met andere leden van het Dordts patriciaat.

## Familiewapen
Het wapen van de familie Van der Linden is als volgt: het wapenschild is in groen drie zilveren valken, rood gepoot en gebekt, het helmteken is een groene lindeboom, tussen een groen-zilveren vlucht en de dekkleden zijn zilver en groen.

## Enkele telgen
Adrianus van der Linden (1779-1868)
- Jan Rudolph van der Linden (1809-1858)
  - Adrianus Florus van der Linden (1841-1923), verkreeg in 1885 vergunning de naam Dronsberg van der Linden te voeren en werd de stamvader van de tak met die naam[2]
  - Susanna Wilhelmina van der Linden (1845-1931); trouwde in 1865 met Johan Mari Pieter de Joncheere (1837-1923), zeepzieder en lid gemeenteraad van Dordrecht, lid Provinciale Staten van Zuid-Holland
  - Maria Hendrika Theodora van der Linden (1849-1921); trouwde in 1871 met dr. Bernardus Reiger (1845-1908), burgemeester van Utrecht
- Gijsbertus Martinus van der Linden (1812-1888),  Tweede Kamerlid
  - Pieter Cort van der Linden (1846-1935), voorzitter van de ministerraad (premier) van 1913 tot 1918, voegde zijn vierde voornaam bij zijn achternaam, waarna hij de naam Cort van der Linden ging voeren en werd zo de stamvader van de tak met die naam
    - Ir. Rudolph Cort van der Linden (1886-1965), componist
    - Mr. Pieter Willem Jacob Henri Cort van der Linden (1893-1969), burgemeester van Groningen en lid van de Raad van State

Geslachten die opgenomen zijn in het sinds 1910 verschijnende genealogische naslagwerk Nederland's Patriciaat. Lijst volgens opgave van het CBG Centrum voor familiegeschiedenis.
A · B · C · D · E · F · G · H · I · J · K · L · M · N · O · P · Q · R · S · T · U · V · W · Y · Z